# Molly Lamont
Molly Lamont, née le 22 mai 1910 à Boksburg (Transvaal, Afrique du Sud), morte le 7 juillet 2001 à Brentwood (Californie, États-Unis), est une actrice britannique.

## Biographie
Molly Lamont débute au cinéma en 1930, contribuant à vingt-sept films britanniques, les quatre derniers (dont Murder at Monte Carlo de Ralph Ince, avec Errol Flynn) sortis en 1935. Cette année-là, désormais installée aux États-Unis et sous contrat à la RKO Pictures, elle tourne ses premiers films hollywoodiens. 
Parmi ses vingt-huit films américains, mentionnons Marie Stuart de John Ford (1936, avec Katharine Hepburn dans le rôle-titre), Cette sacrée vérité de Leo McCarey (1937, avec Cary Grant et Irene Dunne), The Moon and Sixpence d'Albert Lewin (1942, avec George Sanders), Le Crime de Madame Lexton de Sam Wood (1947, avec Joan Fontaine et Patric Knowles), ou encore Scared to Death de Christy Cabanne (1947, avec Béla Lugosi). Elle apparaît pour la dernière fois à l'écran dans La Première Légion de Douglas Sirk (avec Charles Boyer), sorti en 1951, après lequel elle se retire définitivement.

## Filmographie partielle

### Films britanniques
- 1930 : The Black Hand Gang de Monty Banks
- 1931 : Shadows d'Alexander Esway
- 1931 : Quelle nuit ! (What a Night!) de Monty Banks
- 1932 : The Last Coupon de Frank Launder
- 1932 : Josser on the River de Norman Lee
- 1932 : Brother Alfred d'Henry Edwards
- 1933 : Leave It to Me de Monty Banks
- 1933 : Paris Plane de John Paddy Carstairs
- 1934 : No Escape de Ralph Ince
- 1934 : Irish Hearts de Brian Desmond Hurst
- 1934 : The Third Clue d'Albert Parker
- 1935 : Murder at Monte Carlo de Ralph Ince
- 1935 : Rolling Home de Ralph Ince
- 1935 : Handle with Care de Randall Faye
- 1935 : Oh, What a Night de Frank Richardson

### Films américains
- 1935 : Jalna de John Cromwell
- 1935 : Another Face de Christy Cabanne
- 1936 : Muss 'Em Up de Charles Vidor
- 1936 : Marie Stuart (Mary of Scotland) de John Ford
- 1936 : Hula, fille de la brousse (The Jungle Princess) de Wilhelm Thiele
- 1936 : La Rebelle (A Woman Rebels) de Mark Sandrich
- 1937 : Cette sacrée vérité (The Awful Truth) de Leo McCarey
- 1937 : A Doctor's Diary (en) de Charles Vidor
- 1942 : The Moon and Sixpence d'Albert Lewin
- 1942 : je te retrouverai (Somewhere I'll find you) de Wesley Ruggles
- 1943 : Thumbs Up (en) de Joseph Santley
- 1943 : A Gentle Gangster de Phil Rosen
- 1944 : Minstrel Man de Joseph H. Lewis
- 1944 : Hollywood Parade (Follow the Boys) d'A. Edward Sutherland
- 1944 : Youth Runs Wild de Mark Robson
- 1944 : Le Suspect (The Suspect) de Robert Siodmak
- 1944 : Les Blanches Falaises de Douvres (The White Cliffs of Dover) de Clarence Brown
- 1946 : L'Impasse tragique (The Dark Corner) d'Henry Hathaway
- 1947 : Scared to Death de Christy Cabanne
- 1947 : Le Crime de Madame Lexton (Ivy) de Sam Wood
- 1947 : Rendez-vous de Noël (Christmas Eve) d'Edwin L. Marin
- 1950 : Le Bistrot du péché (South Sea Sinner) d'H. Bruce Humberstone
- 1951 : La Première Légion (The First legion) de Douglas Sirk